# Campionati del mondo di duathlon long distance del 2004
I Campionati del mondo di duathlon long distance del 2004 si sono tenuti a Fredericia, Danimarca.
La gara maschile è stata vinta dallo statunitense Greg Watson, mentre quella femminile dalla tedesca Ulrike Schwalbe.

## Risultati

### Élite uomini
| Pos. | Atleta               | Paese         | Totale   |
| ---- | -------------------- | ------------- | -------- |
|      | Greg Watson          | Stati Uniti   | 4:56:42  |
|      | Sergio Rodriguez     | Spagna        | 5:00:37  |
|      | Nico Huyberechts     | Belgio        | 5:02:44  |
| 4    | Henrik Svarre        | Danimarca     | 5:03:43  |
| 5    | Koen Maris           | Belgio        | 5:05:49  |
| 6    | Mark Bailey          | Nuova Zelanda | 5:06:14  |
| 7    | Simon Michael Jensen | Danimarca     | 5:07:39  |
| 8    | Vincent Aldebert     | Francia       | 5:09:16  |
| 9    | Marcel Zamora        | Spagna        | 5:11:30  |
| 10   | Sebastien Sottiaux   | Belgio        | 5:13:37  |
| 11   | Dominique Duchene    | Francia       | 5:15:09  |
| 12   | Dave Brown           | Nuova Zelanda | 5:16:03  |
| 13   | Pascal Schuler       | Francia       | 5:16:29  |
| 14   | John Phililips       | Stati Uniti   | 5:17:02  |
| 15   | Henrik Antonsen      | Danimarca     | 5:17:09  |
| 16   | Mark McKay           | Regno Unito   | 5:18:34  |
| 17   | Sebastian Retzlaff   | Germania      | 5:20:15  |
| 18   | Sharom Abdullah      | Malaysia      | 5:20:39' |
| 19   | Florian Wagner       | Svizzera      | 5:21:01  |
| 20   | Eddy Vandingenen     | Belgio        | 5:22:50  |
| 21   | Jens Koefoed         | Danimarca     | 5:24:44  |
| 22   | Norbert Huber        | Germania      | 5:24:58  |
| 23   | Petr Minarik         | Rep. Ceca     | 5:26:02  |
| 24   | Kim Nielsen          | Danimarca     | 5:32:53  |
| 25   | Phil Mosley          | Regno Unito   | 5:35:28  |
| 26   | Shinji Yamamoto      | Giappone      | 5:37:14  |
| 27   | Ryo Hase             | Giappone      | 5:41:17  |
| 28   | Marcin Nowak         | Polonia       | 5:43:04  |
| 29   | Takashi Nakata       | Giappone      | 5:44:09  |
| 30   | Masanori Nakamura    | Giappone      | 5:49:40  |
| 31   | Clive Cooper         | Nuova Zelanda | 5:50:59  |
| 32   | Bonja Kos            | Slovenia      | 5:57:21  |
| 33   | Matej Bencina        | Slovenia      | 5:57:50  |

### Élite donne
| Pos. | Atleta                 | Paese       | Totale  |
| ---- | ---------------------- | ----------- | ------- |
|      | Ulrike Schwalbe        | Germania    | 5:35:55 |
|      | Yvonne Vlerken         | Paesi Bassi | 5:40:59 |
|      | Erika Csomor           | Ungheria    | 5:45:43 |
| 4    | Jess Draskau Petersson | Regno Unito | 5:46:10 |
| 5    | Inmaculada Pereriro    | Spagna      | 5:52:02 |
| 6    | Anissa Seguin          | Stati Uniti | 6:00:36 |
| 7    | Mariska Kramer         | Paesi Bassi | 6:06:37 |
| 8    | Cecily Tynan           | Stati Uniti | 6:07:29 |
| 9    | Reká Brassay           | Ungheria    | 6:11:45 |
| 10   | Nancy Gasparini        | Lussemburgo | 6:14:44 |